# Eladio Rojas
Eladio Alberto Rojas Díaz (* 8. November 1934 in Tierra Amarilla; † 13. Januar 1991 in Viña del Mar) war ein chilenischer Fußballspieler. Auf Vereinsebene für Everton de Viña del Mar, Colo-Colo und River Plate Buenos Aires aktiv, nahm er mit der Nationalmannschaft seines Heimatlandes auch an der Fußball-Weltmeisterschaft 1962 im eigenen Land teil.

## Karriere

### Vereinskarriere
Eladio Rojas, geboren 1934 in der Kleinstadt Tierra Amarilla in der Nähe von Viña del Mar, begann mit dem Fußballspielen in letztgenannter Stadt beim Klub Everton de Viña del Mar. Für Everton spielte der Mittelfeldakteur zunächst in der Jugend und schließlich zwischen 1954 und 1963 in einer ersten Periode in der Erwachsenenmannschaft. Dabei verpasste er es, mit dem Meister von 1950 und 1952 einen Titel in der chilenischen Meisterschaft zu gewinnen.
Zur Mitte der Meisterschaftssaison 1963 verließ Eladio Rojas seinen Arbeitgeber und schloss sich dem argentinischen Nobelverein CA River Plate aus der Hauptstadt Buenos Aires an. Bei River Plate spielte Rojas zwei Jahre lang bis 1965, erwischte aber gerade eine Zeit der Erfolglosigkeit beim argentinischen Fußballrekordmeister. Zwischen 1957 und 1975 gewann man nämlich achtzehn Jahre lang keinen nationalen Titel, wenngleich eine Endspielteilnahme in der Copa Libertadores auf der Habenseite steht. Diese fiel aber nicht in die Dauer des Engagements von Eladio Rojas bei River Plate. Dieser machte für den Verein gerade einmal neun Ligaspiele in zwei Jahren.
1965 kehrte Rojas wieder in seine chilenische Heimat zurück und spielte fortan für den heutigen Rekordmeister CSD Colo-Colo. Auch mit Colo-Colo schaffte es Rojas nicht, einmal eine Meisterschaft zu erringen. Dennoch machte er in zwei Jahren 37 Ligaspiele für den Klub, in denen ihm sieben Treffer gelangen. 1967 wechselte Eladio Rojas erneut den Verein und kehrte zu seinem Heimatverein Everton de Viña del Mar, wo er in einem Jahr bis 1968 seine Karriere ausklingen ließ. 1968 beendete Eladio Rojas schließlich 34-jährig seine Laufbahn als aktiver Fußballspieler.

### Nationalmannschaft
Zwischen 1959 und 1968 brachte es Eladio Rojas auf insgesamt 27 Einsätze in der chilenischen Fußballnationalmannschaft. Dabei gelangen ihm drei Torerfolge. Von Nationaltrainer Fernando Riera wurde er ins Aufgebot der Südamerikaner für die Fußball-Weltmeisterschaft 1962 im eigenen Land berufen. Rojas kam bei dem Turnier in allen fünf Spielen der chilenischen Mannschaft zum Einsatz. Diese qualifizierte sich als Zweiter der Vorrundengruppe B hinter Deutschland, aber vor Italien und der Schweiz für das Viertelfinale, wo man gegen die Sowjetunion mit 2:1 die Oberhand behielt. Eladio Rojas sorgte dabei in der 29. Spielminute für den 2:1-Endstand, nachdem zuvor Leonel Sánchez für Chile und Igor Tschislenko für die Sowjetunion getroffen hatten. Im Halbfinale wartete dann der amtierende Weltmeister Brasilien auf den Gastgeber. Diesmal konnte sich Chile nicht durchsetzen, die Brasilianer gewannen mit 4:2 und zogen ins Endspiel von Santiago de Chile ein. Die Chilenen indes mussten sich mit dem Spiel um den dritten Platz begnügen, wo Jugoslawien wartete. Eladio Rojas sorgte dabei mit seinem Treffer in der 90. Minute für das späte 1:0 und damit den dritten Platz bei der Heimweltmeisterschaft.